# Лейтенант
Лейтенант е офицерско военно звание. Думата има френски произход и идва от lieu (място) и tenant (държащ).
Представителят на британската корона в Ирландия и в графствата в Обединеното кралство се нарича лорд-лейтенант. Във френската история lieutenant du roi е титла, носена от офицера, изпратен с военни правомощия да представлява краля в дадените провинции.
В Българската армия званието лейтенант е първото по старшинство за младши офицер. Звание лейтенант получават курсантите след успешно завършване на обучението си във висше военно училище. Обикновено командва войсковото подразделение взвод.
| Военни звания              |           |                          |
| младши: Офицерски кандидат | Лейтенант | старши: Старши лейтенант |

В миналото вместо лейтенант се използва званието подпоручик, което се присвоява след званието офицерски кандидат, старши портупей-юнкер или фелдфебел.